# 英語方言辞典
英語方言辞典（えいごほうげんじてん、English Dialect Dictionary,EDD）はオクスフォード大学出版局より発刊された英語の方言を対象とする辞書。編者ジョセフ・ライト（Joseph Wright）。全6巻。見出し語7万項目。1898年から1908年にかけて発刊された第一版の後に36巻の第二版が計画されたが資金を出す出版社がなく、オクスフォード大学ボドレアン図書館にのみ原書がある。インスブルック大学図書館で同書の電子化が計画されている。またインターネットアーカイブでトロント大学によるスキャン版（一部）が利用できる。